# Àfrica del Nord

Mapa dels estats que integren l'Àfrica del Nord

L'Àfrica del Nord és una regió del continent africà que habitualment es considera que inclou els estats i territoris següents:
- Algèria
- Egipte
- part d'Espanya (Ceuta, Melilla i les Illes Canàries).
- Líbia
- Marroc
- Mauritània
- Sàhara Occidental (sobirania discutida, ocupat pel Marroc)
- Sudan
- Sudan del Sud
- Tunísia

Les illes Açores, Canàries i Madeira i les ciutats espanyoles de Ceuta i Melilla també en formen part, i de vegades s'hi inclouen Etiòpia, Eritrea i el Sudan del Sud pertanyents a l'Àfrica oriental.
El Magrib (també anomenat Àfrica Nord-occidental o Tamazgha) és la part de l'Àfrica del Nord que inclou el Marroc, el Sàhara Occidental, Algèria, Tunísia, Líbia i Mauritània (és a dir, en queda exclosa la vall del Nil). En l'ús més habitual –i sobretot en l'ús que se'n fa en francès– aquest terme sovint es veu restringit als tres primers països. En àrab, aquest mot es pot referir només al Marroc.
Alguns estats del nord d'Àfrica, en particular Egipte i Líbia, sovint s'inclouen en el que s'anomena l'Orient Mitjà, ja que en alguns aspectes tenen més lligams amb l'Àsia occidental que amb el Magrib. A més a més, la península del Sinaí, pertanyent a Egipte, geogràficament forma part de l'Àsia, cosa que fa de l'estat egipci un país transcontinental, com Rússia i Turquia, per exemple.

## Població i cultura
La població de l'Àfrica del Nord s'acostuma a diferenciar habitualment en tres grans grups: els amazics del Magrib, els tuaregs i altres ètnies associades, originàriament amazics negres, i els pobles nilòtics, o negres de la vall del Nil. Aquests grups de població s'associen a tres grans regions culturals: el Magrib (o Àfrica Nord-occidental), el Sàhara i la vall del Nil.
La cultura del Magrib i el Sàhara combina elements autòctons amazics amb elements àrabs. La major part de magribins i saharians tenen avantpassats d'arrel amaziga i àrab i, de vegades, de l'Àfrica negra i tot. Parlen àrab o amazic, i practiquen l'islam; de tota manera, els dialectes àrabs i amazics del Sàhara són, en general, més conservadors que els de la costa. Aquestes dues llengües estan relacionades, ja que totes dues pertanyen a la família lingüística afroasiàtica. El Magrib es creu que va ser habitat pels amazics des del començament dels temps històrics. Tanmateix, aquest poble s'ha anat veient influenciat per les altres cultures amb què ha entrat en contacte: nubians, grecs, fenicis, egipcis, romans, vàndals, àrabs i, finalment, europeus. Al desert del Sàhara, hi ha una distinció molt evident entre els habitants sedentaris dels oasis i els beduïns i tuaregs nòmades.
La vall del Nil, amb un patrimoni cultural que es remunta al temps dels faraons, més tard va ser habitada per pobles de llengua àrab, la majoria dels quals musulmans, si bé alguns –els coptes– són cristians. A Núbia, país a cavall entre Egipte i el Sudan, un percentatge significatiu de la població parla llengües nubianes. Endinsant-nos més avall pel Nil, al Sudan meridional, comença el món cultural totalment diferent dels pobles nilòtics i nubes, majoritàriament no musulmans.
L'Àfrica del Nord temps enrere tenia una important població jueva, una gran part de la qual va emigrar a França o a Israel quan els països de la regió van obtenir la independència. Abans de l'establiment modern de l'estat d'Israel, a la regió nord-africana hi havia entre 600.000 i 700.000 jueus, tant sefardites (immigrants de Sefarad, expulsats de la península Ibèrica al segle xv) com autòctons, anomenats mizrāḥîm.

## Història
Originàriament, la major part del Sàhara era habitada per negres africans autòctons de la regió, igual que Egipte, tal com ho demostra l'art rupestre que es troba arreu del desert saharià. A la regió hi dominaven les llengües afroasiàtiques. A l'edat antiga destaquen les civilitzacions de l'antic Egipte i Cartago. Posteriorment la zona va passar a domini musulmà amb l'expansió de l'islam.
Després de l'època medieval, la regió va passar sota control de l'Imperi Otomà, excepte el Marroc. Cap al final del segle xix, va començar a ser colonitzada per França, la Gran Bretanya, Espanya i Itàlia. Durant les dècades de 1950 i 1960, tots els territoris nord-africans es van convertir en estats independents, excepte les antigues ciutats colonials espanyoles de Ceuta i Melilla, a la costa nord del Marroc, i el Sàhara Occidental, que un cop abandonat per l'administració espanyola va passar sota el control efectiu del Marroc, en un contenciós que encara dura i que està sota l'arbitratge de les Nacions Unides.